# Toyota Sequoia
O Sequoia é um utilitário esportivo de porte grande da Toyota. É a versão SUV do Toyota Tundra.

## Galeria
- Primeira geração (2000-2007)
- Segunda geração (2007-presente)